# Agano
Pour les articles homonymes, voir Agano (homonymie).
Agano (阿賀野市, Agano-shi) est une ville située dans la préfecture de Niigata, sur l'île de Honshū, au Japon.

## Géographie

### Situation
Agano est située dans le centre nord de la préfecture de Niigata, à l'est de la ville de Niigata.

### Municipalités limitrophes
| Niigata | Niigata, Shibata | Shibata |
| Niigata | Agano            | Shibata |
| Gosen   | Gosen, Aga       | Aga     |

### Démographie
En décembre 2019, la population d'Agano s'élevait à 41 900 habitants, répartis sur une superficie de 192,74 km2.

### Climat
Agano a un climat subtropical humide caractérisé par des étés chauds et humides et des hivers froids avec de fortes chutes de neige. La température moyenne annuelle est de 13,2 °C. La pluviométrie annuelle moyenne est de 1 874 mm, septembre étant le mois le plus humide.

## Toponymie
Le toponyme « Agano » vient du nom du fleuve qui constitue la limite sud-ouest de la cité : le fleuve Agano.

## Histoire
La région actuelle d'Agano faisait partie de l'ancienne province d'Echigo. Pendant l'époque d'Edo, la zone était divisée entre les territoires contrôlés par le domaine de Shibata, le domaine de Murakami et le shogunat Tokugawa.
À la suite de la création du système de municipalités modernes le 1er avril 1889, le bourg de Suibara et les villages de Yasuda, Kyōgase et Sasakami ont été créés. Yasuda obtient le statut de bourg en 1960. Le 1er avril 2004, ces 4 municipalités fusionnent pour former la ville d'Agano.

## Culture locale et patrimoine

### Patrimoine naturel

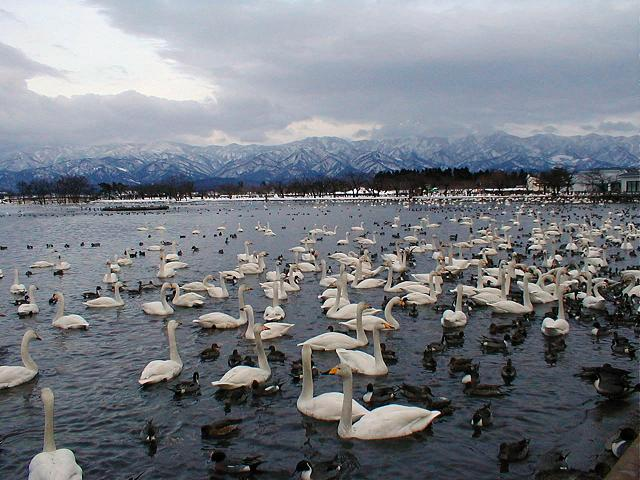
Le lac Hyōko.

La ville est renommée pour ses sources d'eau chaude et compte de nombreux spas, notamment sur les flancs du mont Gozu qui culmine à 954 m d'altitude.
Le lac Hyōko abrite la migration de nombreux oiseaux.
La région est connue pour ses « sept merveilles », Echigo-nana-fushigi dont trois se trouvent dans la ville de Agano. Elle est ainsi célèbre pour ses pruniers Yatsu-fusa (yatsu-8 fusa-grappe). L'ermite Shinran aurait fait pousser ces arbres fruitiers merveilleux, dont une seule fleur suffit à donner huit prunes. Mais également pour ses cerisiers dits Juzu-kake ainsi que pour ses châtaignes sandô qui fleurissent et donnent des bogues trois fois par an. Là encore, la légende voudrait que ce soit Shinran qui ait fait pousser ces arbres à partir d'une châtaigne grillée.

### Suntopia world
Son parc d'attractions, le Suntopia world, avec sa grande roue et ses montagnes russes, attire les visiteurs d'avril à novembre.

## Maladie de Minamata à Niigata
Le fleuve Agano est aussi tristement célèbre pour la pollution au mercure de ses eaux. La compagnie électrique Showa ayant relâché un volume massif de méthylmercure en 1964 et 1965 provoquant des troubles et des hydrargynismes chez au moins 650 personnes reconnues victimes de maladies neurologiques graves par intoxication au mercure.

## Transports
Agano est desservie par ligne principale Uetsu de la compagnie JR East.